# 5243 Клазієн
5243 Клазієн (5243 Clasien) — астероїд головного поясу, відкритий 29 вересня 1973 року.
Тіссеранів параметр щодо Юпітера — 3,299.